# 日本と東トルキスタンの関係
本項では、日本と東トルキスタンの関係（英語: East Turkestan-Japan relations、簡体字中国語: 日本－东突厥斯坦关系）について述べる。日本とウイグルの関係（英語: Japan-Uyghur relations、簡体字中国語: 日本－维吾尔关系）とも。

## 歴史

### 前史（紀元前～7世紀頃）
東トルキスタンは歴史上、長らくテュルク系民族が居住していた地域であり、その起源は、紀元前11世紀から紀元前3世紀にかけて中原（中国の華北平原）を支配していた周王朝の記録にある異民族「狄」（「翟」とも）まで遡ることができる。但し、6世紀に中央アジアや中原で大勢力を築いたテュルク系民族の突厥がウイグル人と同一民族であると見做すことはできない。

### 強力なウイグル人国家: 回鶻およびカラハン朝（8世紀～1212年）

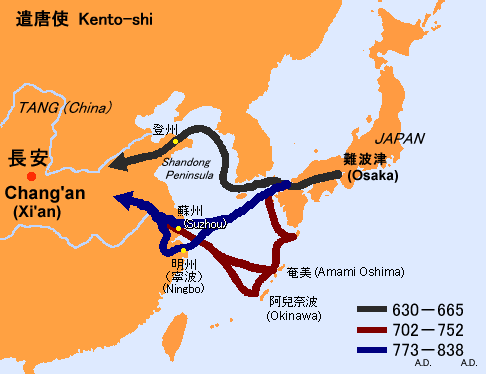
日本が遣唐使を送っていた時代、ウイグル人国家の回鶻も唐王朝と誼みを通じていた。

ウイグル人という民族の存在が中原に知られるようになったのは、モンゴル高原からジュンガル盆地東部に勢力を誇った遊牧国家「回鶻」（かいこつ／ウイグル）によってである。ことに、モンゴル草原を平定した骨力裴羅（クトゥルグ・ボイラ）は、当時玄宗皇帝が統治していた大帝国唐王朝に朝貢して、懐仁可汗（かいじんかがん）の称号を拝命した。回鶻の時代のウイグル人は、天体や鳥獣を崇拝する宗教やマニ教を信仰していた。同時代の日本は、遣唐使を送るなどしてウイグル人の回鶻と同様に唐王朝との国交を樹立していたが、当時の日本と回鶻の間で直接の交流があったか否かは定かではない。
だが、疫病や飢饉、内紛などによりモンゴル高原を根拠地としていた回鶻は急速に弱体化して、遂には840年、㕎馺特勤（こうそうテギン）が殺されてモンゴル高原における権勢を失った。その後、ウイグル人がどのような事跡を辿ったのかは詳らかでないが、9世紀の半ば以降には、ウイグル人によるイスラム王朝カラハン朝が西トルキスタンに大勢力を築くに至っていた。イスラムの制度や学問を取り入れたカラハン朝は急速な発展を見せて、ユースフ・ハーッス・ハージブによるテュルク語の長編詩『クタドゥグ・ビリグ』（幸せをもたらす知識）や、マフムード・カーシュガリーによる世界最古のアラビア語・テュルク語の辞典『ディーワーン・ルガート・アッ＝トゥルク』（テュルク語集成）などといった不朽の名作が誕生した。1212年、栄華を誇ったカラハン朝はホラズム・シャー朝により滅ぼされたが、そのわずか7年後の1219年には、世界帝国への道をひた走るモンゴル帝国のチンギス・カンにより、ホラズム・シャー朝もまた滅ぼされている。

### モンゴル人や清王朝による支配（1212～1912年）
国を失ったウイグル人は他のユーラシア諸民族と同じくモンゴル帝国の支配を受けることになり、モンゴル帝国が分裂してからも、チャガタイ・ハン国やオイラトのジュンガル・ホンタイジ国などに支配された。1759年には、満州族の清王朝がウイグル人の住む東トルキスタンの地を侵略して、植民地支配を始めた。1864年に一旦、東トルキスタンは独立を取り戻したが、またぞろ1876年に清王朝が侵攻してきて、1884年11月18日に東トルキスタンはその独立を奪われ、新疆省（新疆とは、「新しい占領地」や「新たに征服した土地」という意味）として版図に組み込まれた。

### 辛亥革命から中華人民共和国による併合まで（1912～1949年）

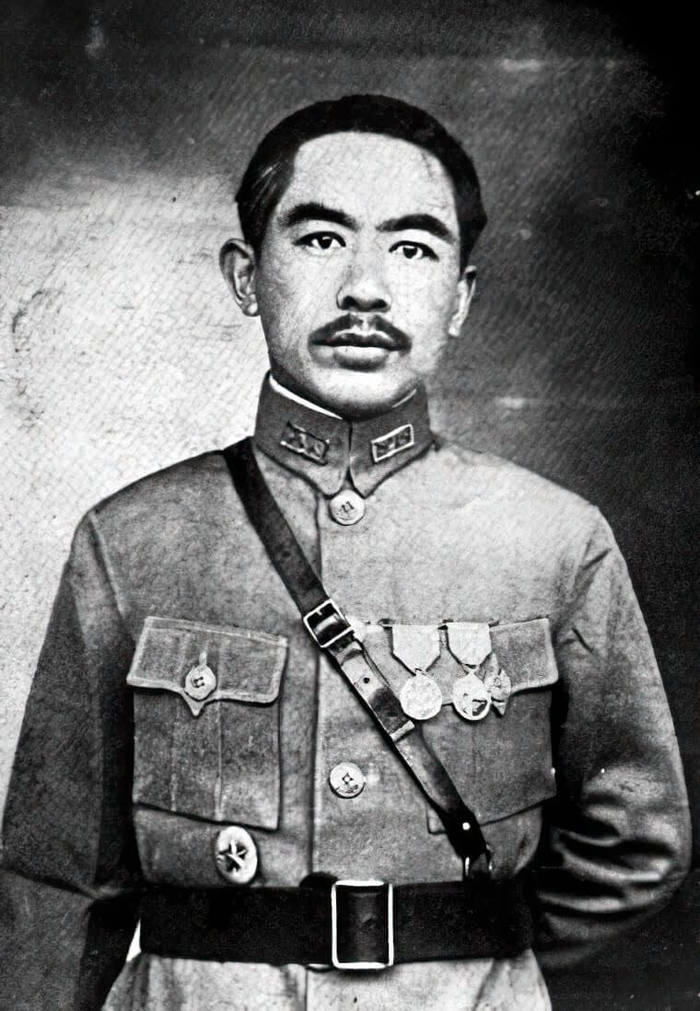
東トルキスタン（当時は中華民国の新疆省）を支配した軍閥の長盛世才。明治大学への留学経験がある。

1912年、辛亥革命により清王朝が倒れて中華民国が成立したが、民主主義を標榜する中華民国の定義する「民」の中にはウイグル人が含まれておらず、東トルキスタンでは、単に支配者が巡撫（他省の総督に相当）から軍閥に入れ替わっただけに過ぎなかった。1917年から1918年にかけて、後に新疆地区を支配する漢人軍閥の長となる盛世才が日本の明治大学に留学している。
1933年、西部のカシュガルを根拠地として東トルキスタン共和国（第一次）が独立を果たしたが、翌1934年、中華民国の国民政府から新疆省政府主席に任命された盛世才が東トルキスタン共和国を征服して、東トルキスタンに居座って事実上の独立国として振る舞う軍閥の長となった。1944年9月11日、盛世才の権勢を危惧した国民政府は、農林部長に任命するという名目で盛を重慶市に栄転させ、東トルキスタンから追いやった。この隙を衝いて、同年11月、アリハーン・トラを主席とする勢力がソビエト連邦の支援を受け、北西部のグルジャを根拠地として再度の東トルキスタン共和国（第二次）独立を達成した。ここまでの動きは、日本と国民政府の勢力を中国大陸から駆逐しようとする中国共産党や、それを後押しするソビエト連邦共産党の意向に沿ったものであった。1945年8月、日本がポツダム宣言を受諾して降伏、それまで中国大陸各地に駐屯していた日本軍は一斉に引き揚げた。
1945年9月、東トルキスタン共和国のアリハーン・トラ主席がウルムチを取り戻そうと軍を進めたところ、その翌月、国民政府との和平路線に入ったソ連邦のヨシフ・スターリンから停止命令を受けた。あろうことか、トラは命令に逆らって継戦し、それは1946年6月12日に停戦派のアフメトジャン・カスィミが交渉を取りまとめて国民政府と和平するまで続いた。トラがスターリンの命令に逆らったことは致命的な失態となり、彼は6月18日にKGBによって拉致されてタシュケントで軟禁、そのまま30年後に同地で生涯を終えることになる。失脚したアリハーン・トラに代わって、アフメトジャン・カスィミが東トルキスタン主席の座を継いだが、1949年8月27日、カスィミ主席ほか10名の政権幹部が搭乗した飛行機がソ連邦領内で突如、消息を絶った。この謎の飛行機事故により指導層を一挙に失ったウイグル人勢力の隙を衝く形で、人民解放軍が東トルキスタンに侵攻、この地に未だ残存していた国民政府を含む反共産党勢力を一掃し、東トルキスタンを中華人民共和国の版図として併合した。
国民政府は東トルキスタンだけでなく、重慶市や南京市といった主要都市においてさえ人民解放軍の進撃を食い止めることができずに敗走を続け、遂に1949年12月、台湾の台北市を臨時首都として大陸を放棄するに至った。

### 新疆ウイグル自治区の成立以降（1955年～）
1955年、新疆ウイグル自治区が設置された。当時、台湾に逼迫していた中華民国政府と国交を結んでいた日本は、中華人民共和国との国交を結んでおらず、新疆ウイグル自治区との関係も絶たれていた。しかし1972年9月29日、田中角栄内閣総理大臣や周恩来国務院総理が「日本国政府と中華人民共和国政府の共同声明」（日中共同声明）に調印、日本と中華民国の断交を前提とした日中国交正常化が成立した。以後、公的には中華人民共和国を仲介する形で日本と東トルキスタンの関係が持たれている。
2008年6月、在日ウイグル人のイリハム・マハムティが会長となり日本ウイグル協会を設立、同年8月14日に、東京都により特定非営利活動法人（NPO）として認証された。2015年10月18日までは世界ウイグル会議の傘下団体として活動を行っていたが、世界ウイグル会議の決議により同会議の参加資格を失っている。世界ウイグル会議の代表権を失った日本ウイグル協会に代わって、トゥール・ムハメットを会長とする日本ウイグル連盟が設立された。